# Вахула Михайло Георгійович
Михайло Георгійович Вахула (нар. 18 листопада 1931, село Гійче, тепер Жовківського району Львівської області — 25 грудня 2019, місто Львів) — український радянський діяч, новатор виробництва, токар Львівського заводу автонавантажувачів Львівської області. Герой Соціалістичної Праці (22.08.1966). Депутат Верховної Ради УРСР 7—8-го скликань. Член Президії Верховної Ради УРСР.

## Біографія
Народився в бідній селянській родині. Закінчив чотирикласну школу в селі Гійче та професійно-технічне училище у Львові. З 1948 року працював у Львові.
З 1957 року — токар, з 1966 року — старший майстер ремонтно-механічного цеху Львівського заводу автонавантажувачів Міністерства автомобільної промисловості СРСР, член партійного комітету заводу. Закінчив трирічну школу майстрів.
Член КПРС з 1960 року.
Закінчив вечірнє відділення Українського поліграфічного інституту у Львові.
У 1970-х роках працював заступником головного технолога, заступником директора по кадрах Львівського заводу автонавантажувачів.
З 1977 року — голова Львівського обласного комітету профспілки робітників машинобудування і приладобудування.
З 1980 року — секретар Львівської обласної ради професійних спілок.
Обирався головою ради новаторів міста Львова, членом Комітету по Державних преміях Української РСР в галузі науки і техніки при Раді Міністрів УРСР.
Потім — на пенсії в місті Львові.

## Нагороди
- Герой Соціалістичної Праці (22.08.1966)
- орден Леніна (22.08.1966)
- ордени
- медалі